# Kamouraska—Rivière-du-Loup—Témiscouata—Les Basques
Pour les articles homonymes, voir Kamouraska et Témiscouata (homonymie).
Kamouraska—Rivière-du-Loup—Témiscouata—Les Basques (précédemment connue sous le nom de Kamouraska—Rivière-du-Loup—Témiscouata) fut une circonscription électorale fédérale située dans la région du Bas-Saint-Laurent au Québec. Elle fut représentée de 1997 à 2004.
La circonscription de Kamouraska—Rivière-du-Loup—Témiscouata a été créée en 1996 d'une partie de la circonscription de Kamouraska—Rivière-du-Loup.

## Géographie
En 1997, la circonscription de Richmond—Wolfe comprenait:
- Les villes de Cabano, Dégelis, La Pocatière, Notre-Dame-du-Lac, Pohénégamook, Rivière-du-Loup, Saint-Pascal et Trois-Pistoles
- Les MRC de Rivière-du-Loup, Kamouraska, Les Basques et de Témiscouata
- Les réserves amérindiennes de Cacouna et de Whitworth

## Député
| Législature                                                                            | Années    | Député | Député     | Parti          |
| -------------------------------------------------------------------------------------- | --------- | ------ | ---------- | -------------- |
| Kamouraska—Rivière-du-Loup—Témiscouata—Les Basques issue de Kamouraska—Rivière-du-Loup |           |        |            |                |
| 36e                                                                                    | 1997–2000 |        | Paul Crête | Bloc québécois |
| 37e                                                                                    | 2000–2004 |        | Paul Crête | Bloc québécois |
| Dissoute parmi Rivière-du-Loup—Montmagny et Rimouski—Témiscouata                       |           |        |            |                |